# Guangxiaotempel

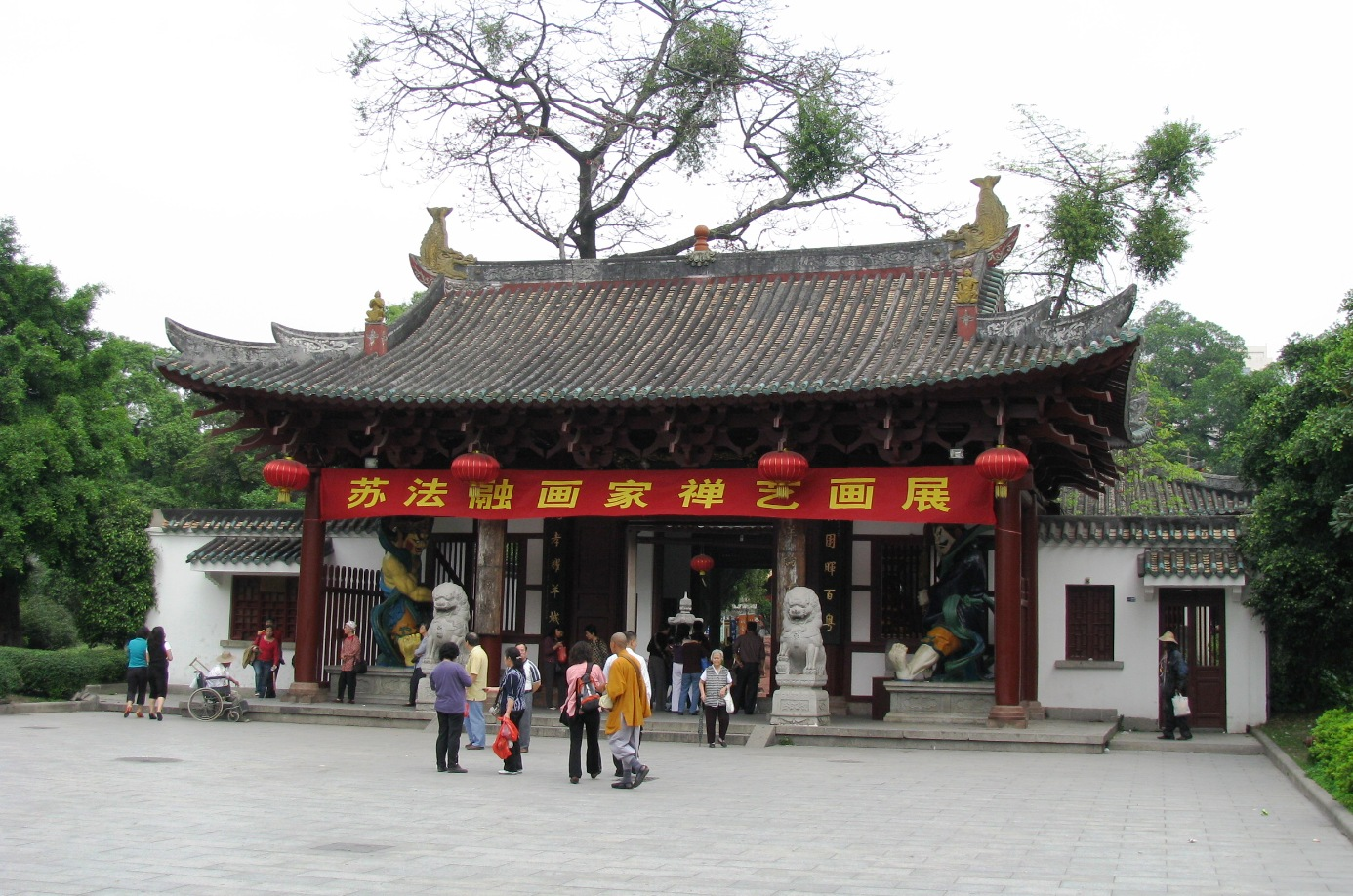
Guangxiaotempel

De Guangxiaotempel is een van de oudste boeddhistische tempels van Guangzhou. Het ligt aan de Guangxiaostraat. Het was oorspronkelijk een huis van de prins Zhao Jiande van de Nanyue-koninkrijk gedurende westelijke Han-dynastie.
De tempel was gebouwd door de Indiase monnik in de oostelijke Jin-dynastie (317- 420). Een groot deel van het tempelcomplex, zo'n 31.000 vierkante meter, dateert uit de Qing-dynastie (1644 - 1911).